# Solecurtus cumingianus
Solecurtus cumingianus is een tweekleppigensoort uit de familie van de Solecurtidae. De wetenschappelijke naam van de soort is voor het eerst geldig gepubliceerd in 1862 door Dunker.